# Heinrich Hohmann
Heinrich Hohmann (* 22. August 1820 in Kassel-Waldau; † 2. Dezember 1876 in Marburg) war ein deutscher Kommunalpolitiker und Abgeordneter des Kurhessischen Kommunallandtages.

## Leben
Heinrich Hohmann wurde als Sohn des Bürgermeisters Johann Konrad Hohmann und dessen Gemahlin Anna Martha Sinning geboren und übernahm den elterlichen Landwirtschaftsbetrieb. Er war Bürgermeister in seinem Heimatort Waldau, als er 1868 ein Mandat für den Kurhessischen Kommunallandtag des preußischen Regierungsbezirks Kassel erhielt. Er war hier der Abgeordnete der höchstbesteuerten Grundbesitzer und Gewerbetreibenden und blieb bis zum Jahre 1874 in dem Parlament. 